# Liste der Stolpersteine in Kleve
In der Liste der Stolpersteine in Kleve werden die vorhandenen Gedenksteine aufgeführt, die im Rahmen des Projektes Stolpersteine des Künstlers Gunter Demnig bisher in Kleve verlegt worden sind.

## Verlegte Stolpersteine
| Adresse                         | Name                     | Person, Inschrift | Verlegedatum  | Bild                                                          | Zusätzliche Informationen |
| ------------------------------- | ------------------------ | --- | ------------- | ------------------------------------------------------------- | --- |
| An der Münze 7–9 (Standort)     | Max Mandelbaum           | Hier wohnte Max Meir Mandelbaum Jg. 1920 deportiert 1944 ermordet in Flossenbürg                                                                             | 16. Feb. 2017 | Stolperstein Kleve An der Münze 7–9 Max Meir Mandelbaum       | geboren am 24. August 1920 in Kraków (dt. Krakau) |
| An der Münze 7–9 (Standort)     | Fritz Feiwel Mandelbaum  | Hier wohnte Fritz Feiwel Mandelbaum Jg. 1892 deportiert 1942 ermordet im besetzten Polen                                                                     | 16. Feb. 2017 | Stolperstein Kleve An der Münze 7–9 Fritz Feiwel Mandelbaum   | geboren am 9. März 1892 in Slomniki |
| An der Münze 7–9 (Standort)     | Erna Ester Mandelbaum    | Hier wohnte Erna Ester Mandelbaum geb. Kreuzer Jg. 1896 deportiert 1942 ermordet im besetzten Polen                                                          | 16. Feb. 2017 | Stolperstein Kleve An der Münze 7–9 Erna Ester Mandelbaum     | geboren am 26. August 1896 in Kraków (dt. Krakau) |
| An der Münze 7–9 (Standort)     | Heinrich Mandelbaum      | Hier wohnte Heinrich Mandelbaum Jg. 1923 Flucht 1938 Holland interniert Westerbork deportiert 1944 Bergen-Belsen verlorener Zug Tröbitz befreit              | 16. Feb. 2017 | Stolperstein Kleve An der Münze 7–9 Heinrich Mandelbaum       | |
| Bahnhofstraße 21 (Standort)     | Max Wolff                | Hier wohnte Dr. Max Wolff Jg. 1856 Berufsverbot 1935 ‘Schutzhaft’ 1938 Gefängnis Kleve Flucht 1939 England tot 14.10.1939                                    | 20. Apr. 2018 | Stolperstein Kleve Bahnhofstraße 21 Dr. Max Wolff             | |
| Bahnhofstraße 21 (Standort)     | Helene Wolff             | Hier wohnte Helene Wolff Jg. 1889 ‘Schutzhaft’ 1936 Gefängnis Düsseldorf Flucht 1939 England USA                                                             | 20. Apr. 2018 | Stolperstein Kleve Bahnhofstraße 21 Helene Wolff              | |
| Bahnhofstraße 21 (Standort)     | Elfriede Wolff           | Hier wohnte Elfriede Wolff Jg. 1892 Berufsverbot 1935 Flucht 1939 England USA                                                                                | 20. Apr. 2018 | Stolperstein Kleve Bahnhofstraße 21 Elfriede Wolff            | |
| Große Straße 14–16 (Standort)   | Gustav Meyer             | Hier wohnte Gustav Meyer Jg. 1890 Mitglied/SPD ‘Schutzhaft’ 1931 Gefängnis Kleve deportiert 1942 Theresienstadt ermordet 4.8.1942                            | 16. Feb. 2017 | Stolperstein Kleve Große Straße 14 Gustav Meyer               | geboren am 1. April 1890 in Kleve |
| Große Straße 14–16 (Standort)   | Johanna Meyer            | Hier wohnte Johanna Meyer geb. Schieren Jg. 1890 deportiert 1942 Theresienstadt 1944 Auschwitz ermordet                                                      | 16. Feb. 2017 | Stolperstein Kleve Große Straße 14 Johanna Meyer              | geboren am 24. März 1890 in Neuss |
| Große Straße 14–16 (Standort)   | Renate Meyer             | Hier wohnte Renate Meyer verh. Hirsch Jg. 1920 unfreiwillig verzogen Kempen Flucht 1939 England                                                              | 16. Feb. 2017 | Stolperstein Kleve Große Straße 14 Renate Meyer               | |
| Große Straße 14–16 (Standort)   | Susi Meyer               | Hier wohnte Susi Meyer Jg. 1922 gedemütigt/entrechtet tot 28.10.1940 Köln                                                                                    | 16. Feb. 2017 | Stolperstein Kleve Große Straße 14 Susi Meyer                 | |
| Große Straße 14–16 (Standort)   | Alice Meyer              | Hier wohnte Alice Meyer Jg. 1926 deportiert 1942 Theresienstadt 1944 Auschwitz ermordet                                                                      | 16. Feb. 2017 | Stolperstein Kleve Große Straße 14 Alice Meyer                | geboren am 14. November 1926 in Kleve |
| Große Straße 90 (Standort)      | Anna Adelheid Neugeboren | Hier wohnte Anna Adelheid Neugeboren geb. Cosman Jg. 1884 deportiert 1943 Theresienstadt 1944 Auschwitz ermordet                                             | 10. Juli 2017 | Stolperstein Kleve Große Straße 90 Anna Adelheid Neugeboren   | geboren am 20. Februar 1884 in Kleve |
| Große Straße 90 (Standort)      | Jakob Kurt Neugeboren    | Hier wohnte Jakob Kurt Neugeboren Jg. 1874 deportiert 1943 Ziel: Theresienstadt eingeliefert 15.12.1943 Gefängniskrankenhaus Prag-Pankratz tot 16.12.1943    | 10. Juli 2017 | Stolperstein Kleve Große Straße 90 Jakob Kurt Neugeboren      | geboren am 3. Januar 1874 in Nagysurány |
| Große Straße 90 (Standort)      | Liselotte Neugeboren     | Hier wohnte Liselotte Neugeboren verh. Linhardt Jg. 1912 Flucht 1935 Palästina                                                                               | 10. Juli 2017 | Stolperstein Kleve Große Straße 90 Liselotte Neugeboren       | |
| Große Straße 90 (Standort)      | Hanna Neugeboren         | Hier wohnte Hanna Neugeboren verh. Lehmann Flucht 1936 Palästina                                                                                             | 10. Juli 2017 | Stolperstein Kleve Große Straße 90 Hanna Neugeboren           | |
| Hagsche Poort 10 (Standort)     | Josefine Klein           | Hier wohnte Josefine Klein Jg. 1877 deportiert 1942 Theresienstadt 1943 Auschwitz ermordet                                                                   | 10. Juli 2017 | Stolperstein Kleve Hagsche Poort 10 Josefine Klein            | geboren am 24. Dezember 1877 in Czarnokonce Wielkie |
| Hagsche Straße 8–10 (Standort)  | Regine Leffmann          | Hier wohnte Regine Leffmann geb. Kaufmann Jg. 1857 deportiert 1942 Theresienstadt ermordet 18.9.1942                                                         | 10. Juli 2017 | Stolperstein Kleve Hagsche Straße 8–10 Regine Leffmann        | geboren am 13. Dezember 1857 in Nierendorf |
| Hagsche Straße 9–11 (Standort)  | Erna Leffmann            | Hier wohnte Erna Leffmann geb. Baruch Jg. 1895 deportiert 1941 Łodz/Litzmannstadt ermordet Sept. 1942 Chelmno/Kulmhof                                        | 16. Feb. 2017 | Stolperstein Kleve Hagsche Straße 9–11 Erna Leffmann          | geboren am 8. Juli 1895 in Gladbeck |
| Hagsche Straße 9–11 (Standort)  | Emil Leffmann            | Hier wohnte Emil Leffmann Jg. 1883 ‘Schutzhaft’ 1937 Gefängnis Kleve deportiert 1941 Łodz/Litzmannstadt ermordet Sept. 1942 Chelmno / Kulmhof                | 16. Feb. 2017 | Stolperstein Kleve Hagsche Straße 9–11 Emil Leffmann          | geboren am 10. April 1883 in Kleve |
| Hagsche Straße 9–11 (Standort)  | Hilde Leffmann           | Hier wohnte Dr. Hilde Leffmann Jg. 1908 Berufsverbot 1934 gedemütigt/misshandelt von SS Flucht 1934 Holland 1937 USA                                         | 16. Feb. 2017 | Stolperstein Kleve Hagsche Straße 9–11 Hilde Leffmann         | |
| Hagsche Straße 9–11 (Standort)  | Erich Leffmann           | Hier wohnte Erich Leffmann Jg. 1908 Berufsverbot 1933 Flucht 1939 England 1940–1942 interniert Australien entlassen 28.1.1942                                | 16. Feb. 2017 | Stolperstein Kleve Hagsche Straße 9–11 Erich Leffmann         | |
| Hagsche Straße 9–11 (Standort)  | Kurt Leffmann            | Hier wohnte Kurt Leffmann Jg. 1911 Flucht 1939 England | 16. Feb. 2017 | Stolperstein Kleve Hagsche Straße 9–11 Kurt Leffmann          | |
| Hagsche Straße 9–11 (Standort)  | Ernst Leffmann           | Hier wohnte Ernst Leffmann Chanan Leshem Jg. 1923 Flucht 1938 Holland Palästina                                                                              | 16. Feb. 2017 | Stolperstein Kleve Hagsche Straße 9–11 Ernst Leffmann         | |
| Hagsche Straße 9–11 (Standort)  | Hannelore Leffmann       | Hier wohnte Hannelore Leffmann Jg. 1937 deportiert 1941 Łodz/Litzmannstadt ermordet Sept. 1942 Chelmno/Kulmhof                                               | 16. Feb. 2017 | Stolperstein Kleve Hagsche Straße 9–11 Hannelore Leffmann     | geboren am 18. Mai 1937 in Kleve |
| Hagsche Straße 27 (Standort)    | Amalie Rosenbaum         | Hier wohnte Amalie Rosenbaum Jg. 1894 deportiert 1941 Łodz/Litzmannstadt ermordet 12.7.1944 Chelmno/Kulmhof                                                  | 10. Juli 2017 | Stolperstein Kleve Hagsche Straße 27 Amalie Rosenbaum         | geboren am 27. November 1884 in Hagen |
| Hagsche Straße 66–68 (Standort) | Lotte Spier              | Hier wohnte Lotte Spier geb. Weyl Jg. 1907 gedemütigt/entrechtet Flucht in den Tod 25.9.1936                                                                 | 10. Juli 2017 | Stolperstein Kleve Hagsche Straße 66–68 Lotte Spier           | geboren am 25. November 1907 in Kleve |
| Hagsche Straße 66–68 (Standort) | Ernst Spier              | Hier wohnte Dr. Ernst Spier Jg. 1897 unfreiwillig verzogen 1937 Berlin Flucht 1938 USA                                                                       | 10. Juli 2017 | Stolperstein Kleve Hagsche Straße 66–68 Ernst Spier           | |
| Herzogstraße 1 (Standort)       | Rudolf Kaufmann          | Hier wohnte Rudolf Kaufmann Jg. 1912 ‘Schutzhaft’ 1938 Dachau Flucht 1939 Holland interniert Westerbork deportiert 1944 Auschwitz ermordet 23.12.1944 Dachau | 20. Apr. 2018 | Stolperstein Kleve Herzogstraße 1 Rudolf Kaufmann             | geboren am 6. Juni 1912 in Lüxheim |
| Herzogstraße 1 (Standort)       | Noemi Kaufmann           | Noemi Kaufmann Jg. 1941 interniert Westerbork deportiert 1944 Auschwitz ermordet 14.10.1944                                                                  | 20. Apr. 2018 | Stolperstein Kleve Herzogstraße 1 Noemi Kaufmann              | Noemi Kaufmann wurde am 7. Dezember 1941 im Internierungslager Westerbork geboren. Mit Transport XXIV/7, Nr. 356 wurde sie gemeinsam mit ihren Eltern am 6. September 1944 von Westerbork nach Theresienstadt und dann anschließend am 12. Oktober 1944 mit Transport EQ, Nr. 595 weiter nach Auschwitz deportiert und zwei Tage später dort umgebracht. |
| Herzogstraße 1 (Standort)       | Charlotte Kaufmann       | Hier wohnte Charlotte Kaufmann geb. Randerath Jg. 1915 Flucht 1939 Holland interniert Westerbork deportiert 1944 Auschwitz ermordet 14.10.1944               | 20. Apr. 2018 | Stolperstein Kleve Herzogstraße 1 Charlotte Kaufmann          | geboren am 22. Januar 1915 in Eschweiler |
| Herzogstraße 29 (Standort)      | Max Meyer                | Hier wohnte Max Meyer Jg. 1888 ‘Schutzhaft’ 1938 Dachau deportiert 1941 Riga Dachau 1944 Auschwitz ermordet                                                  | 16. Feb. 2017 | Stolperstein Kleve Herzogstraße 29 Max Meyer                  | geboren am 28. August 1888 in Kleve |
| Herzogstraße 29 (Standort)      | Amalie Bernhard          | Hier wohnte Amalie Bernhard geb. Schieren Jg. 1873 gedemütigt/entrechtet tot 13.11.1935                                                                      | 16. Feb. 2017 | Stolperstein Kleve Herzogstraße 29 Amalie Bernhard            | |
| Herzogstraße 29 (Standort)      | Helene Meyer             | Hier wohnte Helene Meyer geb. Bernhard Jg. 1898 deportiert 1941 Riga ermordet                                                                                | 16. Feb. 2017 | Stolperstein Kleve Herzogstraße 29 Helene Meyer               | geboren am 3. März 1898 in Steele |
| Herzogstraße 29 (Standort)      | Werner Meyer             | Hier wohnte Werner Meyer Jg. 1925 deportiert 1941 Riga ermordet 1942 Riga-Salaspils                                                                          | 16. Feb. 2017 | Stolperstein Kleve Herzogstraße 29 Werner Meyer               | geboren am 16. Januar 1925 in Kleve |
| Kasinostraße 2 (Standort)       | Dorothea Ballizany       | Hier wohnte Dorothea Ballizany geb. Cosmann Jg. 1857 deportiert 1943 Theresienstadt tot auf Transport 27.11.1943                                             | 10. Juli 2017 | Stolperstein Kleve Kasinostraße 2 Dorothea BalliZany          | geboren am 2. November 1857 in Kleve |
| Kasinostraße 2 (Standort)       | Wilhelm Ballizany        | Hier wohnte Wilhelm Ballizany Jg. 1860 gedemütigt/entrechtet tot 1.9.1942                                                                                    | 10. Juli 2017 | Stolperstein Kleve Kasinostraße 2 Wilhelm Ballizany           | |
| Kasinostraße 2 (Standort)       | Siegfried Cosman         | Hier wohnte Siegfried Cosmann Jg. 1854 gedemütigt/entrechtet tot 14.3.1935                                                                                   | 10. Juli 2017 | Stolperstein Kleve Kasinostraße 2 Siegfried Cosman            | |
| Kavarinerstraße 31 (Standort)   | Hedwig Müller            | Hier wohnte Hedwig Müller geb. Bernhard Jg. 1899 gedemütigt/entrechtet seit 1944 versteckt gelebt überlebt                                                   | 22. Nov. 2016 | Stolperstein Kleve Kavarinerstraße 31 Hedwig Müller           | |
| Kavarinerstraße 31 (Standort)   | Wilhelm Müller           | Hier wohnte Wilhelm Müller Jg. 1903 gedemütigt/entrechtet seit 1944 versteckt gelebt überlebt                                                                | 22. Nov. 2016 | Stolperstein Kleve Kavarinerstraße 31 Wilhelm Müller          | |
| Kavarinerstraße 42 (Standort)   | Helene Gonsenheimer      | Hier wohnte Helene Gonsenheimer geb. Gombertz Jg. 1879 deportiert 1942 Theresienstadt 1942 Treblinka ermordet                                                | 22. Nov. 2016 | Stolperstein Kleve Kavarinerstraße 42 Helene Gonsenheimer     | geboren am 16. Juli 1879 in Reinberg |
| Kavarinerstraße 42 (Standort)   | Bernhard Gonsenheimer    | Hier wohnte Bernhard Gonsenheimer Jg. 1869 ‘Schutzhaft’ 1938 in Kleve deportiert 1942 Theresienstadt 1942 Treblinka ermordet                                 | 22. Nov. 2016 | Stolperstein Kleve Kavarinerstraße 42 Bernhard Gonsenheimer   | geboren am 30. Juni 1869 in Kleve |
| Kavarinerstraße 42 (Standort)   | Ernst Gonsenheimer       | Hier wohnte Ernst Gonsenheimer Jg. 1904 Flucht 1940 Venezuela                                                                                                | 22. Nov. 2016 | Stolperstein Kleve Kavarinerstraße 42 Ernst Gonsenheimer      | |
| Kavarinerstraße 42 (Standort)   | Else Gruenewald          | Hier wohnte Else Gonsenheimer verh. Gruenewald Jg. 1909 unfreiwillig verzogen 1936 Hamburg Flucht 1939 England                                               | 22. Nov. 2016 | Stolperstein Kleve Kavarinerstraße 42 Else Gonsenheimer       | |
| Kavarinerstraße 42 (Standort)   | Friedrich Gonsenheimer   | Hier wohnte Friedrich Gonsenheimer Jg. 1905 ‘Schutzhaft’ 1938 Dachau Flucht 1940 Venezuela                                                                   | 22. Nov. 2016 | Stolperstein Kleve Kavarinerstraße 42 Friederich Gonsenheimer | |
| Kavarinerstraße 42 (Standort)   | Ilse Gonsenheimer        | Hier wohnte Ilse Gonsenheimer geb. Spanier Jg. 1914 Flucht 1940 Venezuela                                                                                    | 22. Nov. 2016 | Stolperstein Kleve Kavarinerstraße 42 Ilse Gonsenheimer       | |
| Lindenallee 6 (Standort)        | Albert Mayer             | Hier wohnte Albert Mayer Jg. 1887 Flucht 1937 Luxemburg tot 10.12.1937                                                                                       | 17. März 2019 |                                                               | |
| Lindenallee 6 (Standort)        | Martha Mayer             | Hier wohnte Martha Mayer geb. Kahn Jg. 1891 Flucht 1937 Luxemburg interniert Drancy deportiert 1944 ermordet in Auschwitz                                    | 17. März 2019 |                                                               | |
| Lindenallee 6 (Standort)        | Edgar Mayer              | Hier wohnte Edgar Mayer Jg. 1921 Flucht 1937 Luxemburg Palästina                                                                                             | 17. März 2019 |                                                               | |
| Lindenallee 6 (Standort)        | Julius Rolf Mayer        | Hier wohnte Julius Rolf Mayer Jg. 1890 Flucht 1937 Luxemburg interniert Drancy deportiert 1942 ermordet in Auschwitz                                         | 17. März 2019 |                                                               | |
| Lindenallee 6 (Standort)        | Bella Mayer              | Hier wohnte Bella Mayer geb. Kahn Jg. 1895 Flucht 1937 Luxemburg interniert Drancy deportiert 1942 ermordet in Auschwitz                                     | 17. März 2019 |                                                               | |
| Lindenallee 6 (Standort)        | Erich Mayer              | Hier wohnte Erich Mayer Jg. 1925 Flucht 1937 Luxemburg interniert Drancy deportiert 1942 ermordet in Auschwitz                                               | 17. März 2019 |                                                               | |
| Lindenallee 32a (Standort)      | Hans Weyl                | Hier wohnte Hans Weyl Jg. 1907 Flucht 1933 Holland interniert Westerbork befreit                                                                             | 16. Feb. 2017 | Stolperstein Kleve Lindenallee 32a Hans Weyl                  | |
| Lindenallee 32a (Standort)      | Trude Weyl               | Hier wohnte Trude Weyl verh. Heimann Jg. 1911 Flucht 1938 USA                                                                                                | 16. Feb. 2017 | Stolperstein Kleve Lindenallee 32a Trude Weyl                 | |
| Lindenallee 32a (Standort)      | Sophie Weyl              | Hier wohnte Sophie Weyl geb. Jonas Jg. 1886 gedemütigt/entrechtet tot 11.8.1936 Köln                                                                         | 16. Feb. 2017 | Stolperstein Kleve Lindenallee 32a Sophie Weyl                | |
| Lindenallee 32a (Standort)      | David Weyl               | Hier wohnte David Weyl Jg. 1873 ‘Schutzhaft’ 1938 Flucht 1939 Holland interniert Westerbork deportiert 1944 Theresienstadt befreit tot an den Spätfolgen     | 16. Feb. 2017 | Stolperstein Kleve Lindenallee 32a David Weyl                 | |
| Pannofenstraße 5 (Standort)     | Maurits Schaap           | Hier wohnte Maurits Schaap Jg. 1888 Flucht 1933 Holland interniert Westerbork deportiert 1943 Sobibor ermordet 16.4.1943                                     | 20. Apr. 2018 | Stolperstein Kleve Pannofenstraße 5 Maurits Schaap            | geboren am 30. November 1888 in Amsterdam |
| Pannofenstraße 5 (Standort)     | Rachel Schaap            | Hier wohnte Rachel Schaap geb. Schellvis Jg. 1888 Flucht 1933 Holland interniert Westerbork deportiert 1943 Sobibor ermordet 16.4.1943                       | 20. Apr. 2018 | Stolperstein Kleve Pannofenstraße 5 Rachel Schaap             | geboren am 19. März 1888 in Amsterdam Abweichung Geburtsname: lt. Quellen Schellevis |
| Pannofenstraße 5 (Standort)     | Emanuel Maurits Schaap   | Hier wohnte Emanuel Maurits Schaap Jg. 1913 Flucht 1933 Holland mit Hilfe überlebt                                                                           | 20. Apr. 2018 | Stolperstein Kleve Pannofenstraße 5 Emanuel Maurits Schaap    | |
| Pannofenstraße 5 (Standort)     | Max Meyer Schaap         | Hier wohnte Max Meyer Schaap Jg. 1914 Flucht 1933 Holland mit Hilfe überlebt                                                                                 | 20. Apr. 2018 | Stolperstein Kleve Pannofenstraße 5 Max Meyer Schaap          | |
| Pannofenstraße 5 (Standort)     | Alfred Schaap            | Hier wohnte Alfred Schaap Jg. 1924 Flucht 1933 Holland interniert Westerbork deportiert 1942 Auschwitz ermordet 30.9.1942                                    | 20. Apr. 2018 | Stolperstein Kleve Pannofenstraße 5 Alfred Schaap             | geboren am 4. Februar 1924 in Kleve |
| Pannofenstraße 12 (Standort)    | Louis Simon Cohen        | Hier wohnte Louis Simon Cohen Jg. 1875 Flucht Holland interniert Westerbork deportiert 1942 Auschwitz ermordet 27.11.1942                                    | 20. Apr. 2018 | Stolperstein Kleve Pannofenstraße 12 Louis Simon Cohen        | geboren am 30. November 1888 in Amsterdam |
| Pannofenstraße 12 (Standort)    | Louise Cohen             | Hier wohnte Louise Cohen geb. Dessau Jg. 1876 Flucht Holland interniert Westerbork deportiert 1942 Auschwitz ermordet 27.11.1942                             | 20. Apr. 2018 | Stolperstein Kleve Pannofenstraße 12 Louise Cohen             | geboren am 25. April 1876 in Hamburg |
| Tiergartenstraße 14 (Standort)  | Erna Franken             | Hier wohnte Erna Franken geb. Löwenthal Jg. 1890 unfreiwillig verzogen 1938 Berlin deportiert 1943 ermordet in Auschwitz                                     | 22. Nov. 2016 | Stolperstein Kleve Tiergartenstraße 14 Erna Franken           | geboren am 24. Oktober 1890 in Essen |
| Tiergartenstraße 14 (Standort)  | Aron Franken             | Hier wohnte Aron Franken Jg. 1881 Flucht Niederlande interniert Westerbork deportiert 1943 Sobibor tot 14. Mai 1943                                          | 22. Nov. 2016 | Stolperstein Kleve Tiergartenstraße 14 Aron Franken           | geboren am 23. Juni 1881 in Elten |
| Tiergartenstraße 14 (Standort)  | Ellen Fargate            | Hier wohnte Ellen Fargate geb. Franken Jg. 1914 unfreiwillig verzogen 1938 Berlin seit 1943 versteckt gelebt überlebt                                        | 22. Nov. 2016 | Stolperstein Kleve Tiergartenstraße 14 Ellen Fargate          | |
| Tiergartenstraße 14 (Standort)  | Horst Franken            | Hier wohnte Horst Franken Jg. 1922 Flucht 1937 Holland interniert Westerbork deportiert 1943 Sobibor ermordet 9.7.1943                                       | 22. Nov. 2016 | Stolperstein Kleve Tiergartenstraße 14 Horst Franken          | geboren am 26. Januar 1922 in Kleve |
| Tiergartenstraße 24 (Standort)  | Sophie Gonsenheimer      | Hier wohnte Sophie Gonsenheimer geb. Löwenstein Jg. 1873 deportiert 1941 Łodz/Litzmannstadt ermordet 28.11.1941                                              | 22. Nov. 2016 | Stolperstein Kleve Tiergartenstraße 24 Sophie Gonsenheimer    | geboren am 26. November 1873 in Ahaus |
| Tiergartenstraße 24 (Standort)  | Henny Gonsenheimer       | Hier wohnte Henny Gonsenheimer Jg. 1903 deportiert 1941 Łodz/Litzmannstadt ermordet 7.5.1942 Chelmno/Kulmhof                                                 | 22. Nov. 2016 | Stolperstein Kleve Tiergartenstraße 24 Henny Gonsenheimer     | geboren am 28. November 1903 in Kleve |
| Tiergartenstraße 24 (Standort)  | Max Gonsenheimer         | Hier wohnte Max Gonsenheimer Jg. 1911 ‘Schutzhaft’ 1938 Sachsenhausen Flucht 1939 Palästina                                                                  | 22. Nov. 2016 | Stolperstein Kleve Tiergartenstraße 24 Max Gonsenheimer       | |
| Tiergartenstraße 24 (Standort)  | Paul Gonsenheimer        | Hier wohnte Paul Gonsenheimer Jg. 1908 gedemütigt/entrechtet tot 28.4.1935                                                                                   | 22. Nov. 2016 | Stolperstein Kleve Tiergartenstraße 24 Paul Gonsenheimer      | |
| Tiergartenstraße 24 (Standort)  | Jenny Löwenstein         | Hier wohnte Jenny Löwenstein geb. Berg Jg. 1880 deportiert 1941 Łodz/Litzmannstadt ermordet Sept. 1942 Chelmno/Kulmhof                                       | 22. Nov. 2016 | Stolperstein Kleve Tiergartenstraße 24 Jenny Löwenstein       | geboren am 11. April 1880 in Plendorf |
| Stechbahn 1 (Standort)          | Hans Levy                | Hier wohnte Hans Levy Jg. 1895 unfreiwillig verzogen 1936 Berlin Berufsverbot deportiert 1943 ermordet in Auschwitz                                          | 10. Juli 2017 | Stolperstein Kleve Stechbahn 1 Hans Levy                      | geboren am 8. August 1895 in Prenzlau |